# Озерна (Тернопільський район)

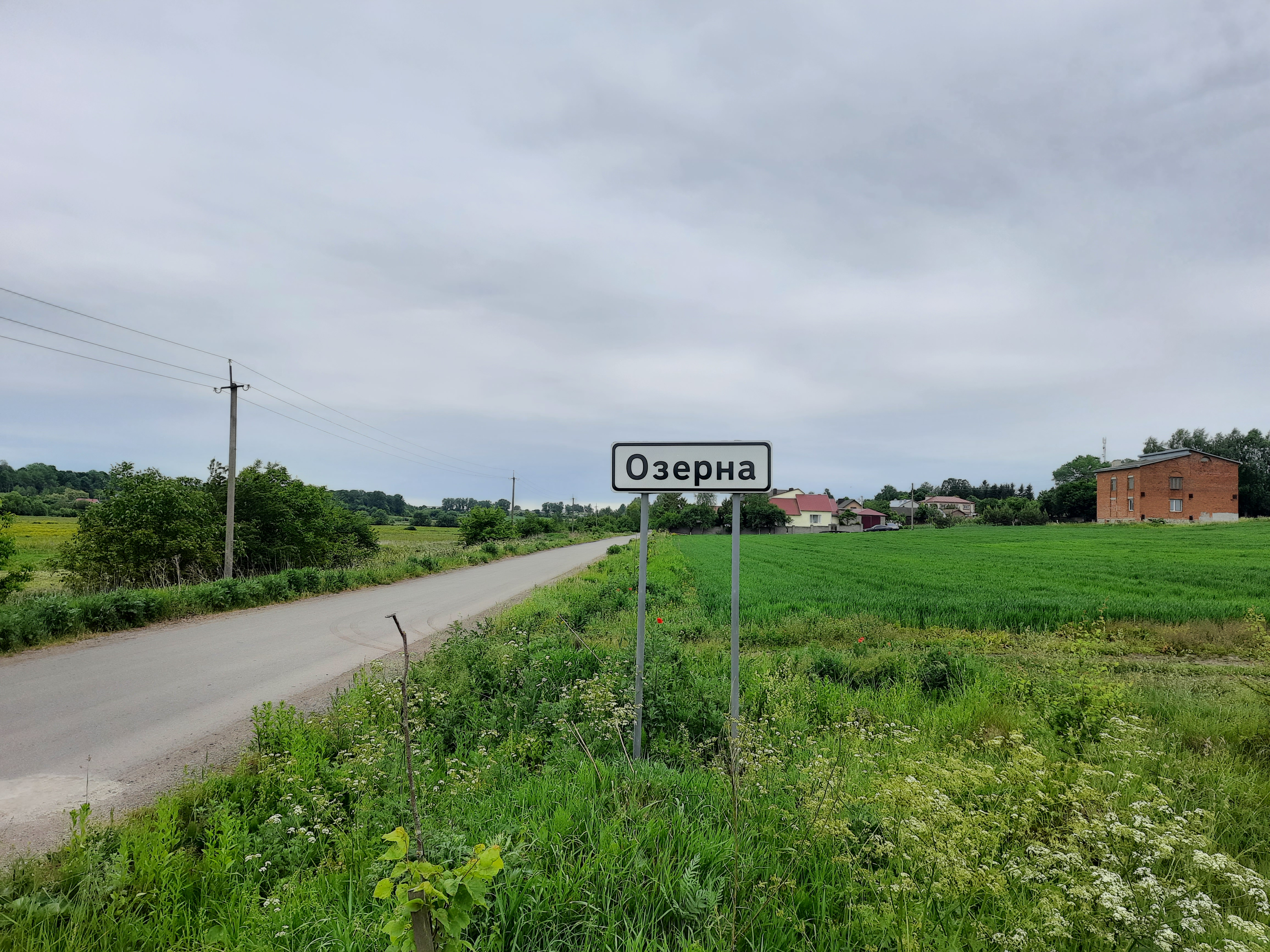
Дорожній знак при в'їзді в село

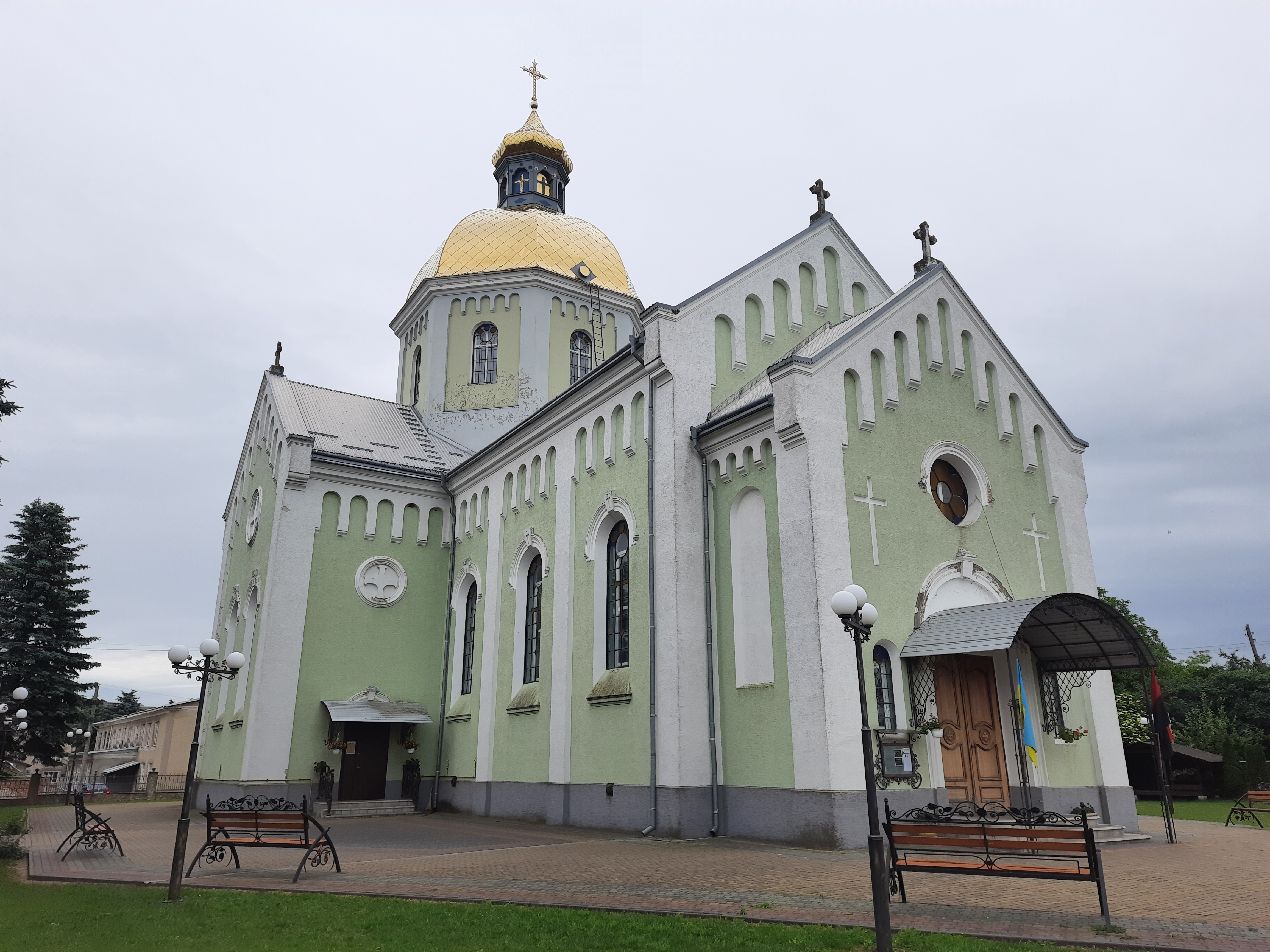
Церква Пресвятої Трійці

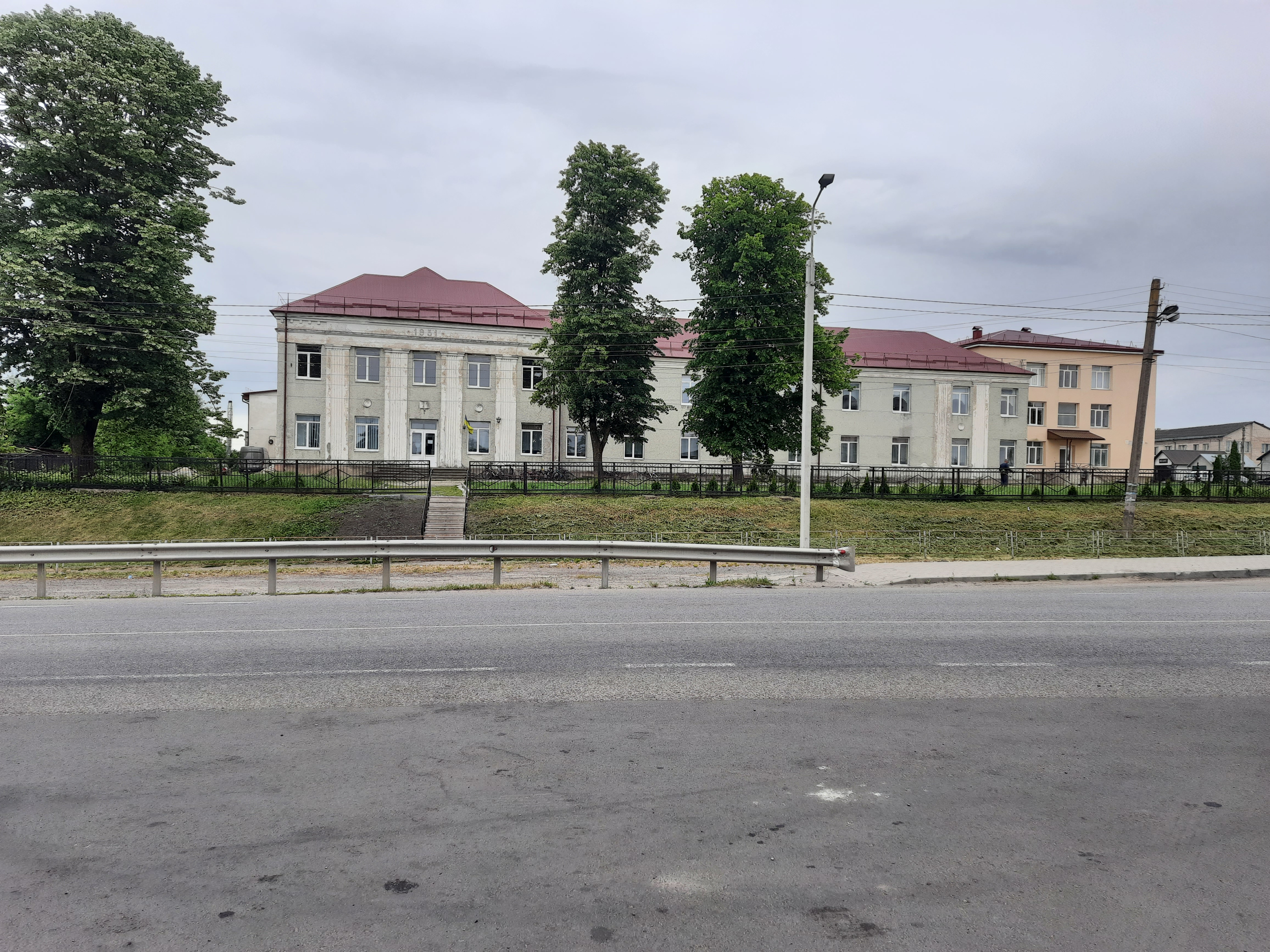
Школа

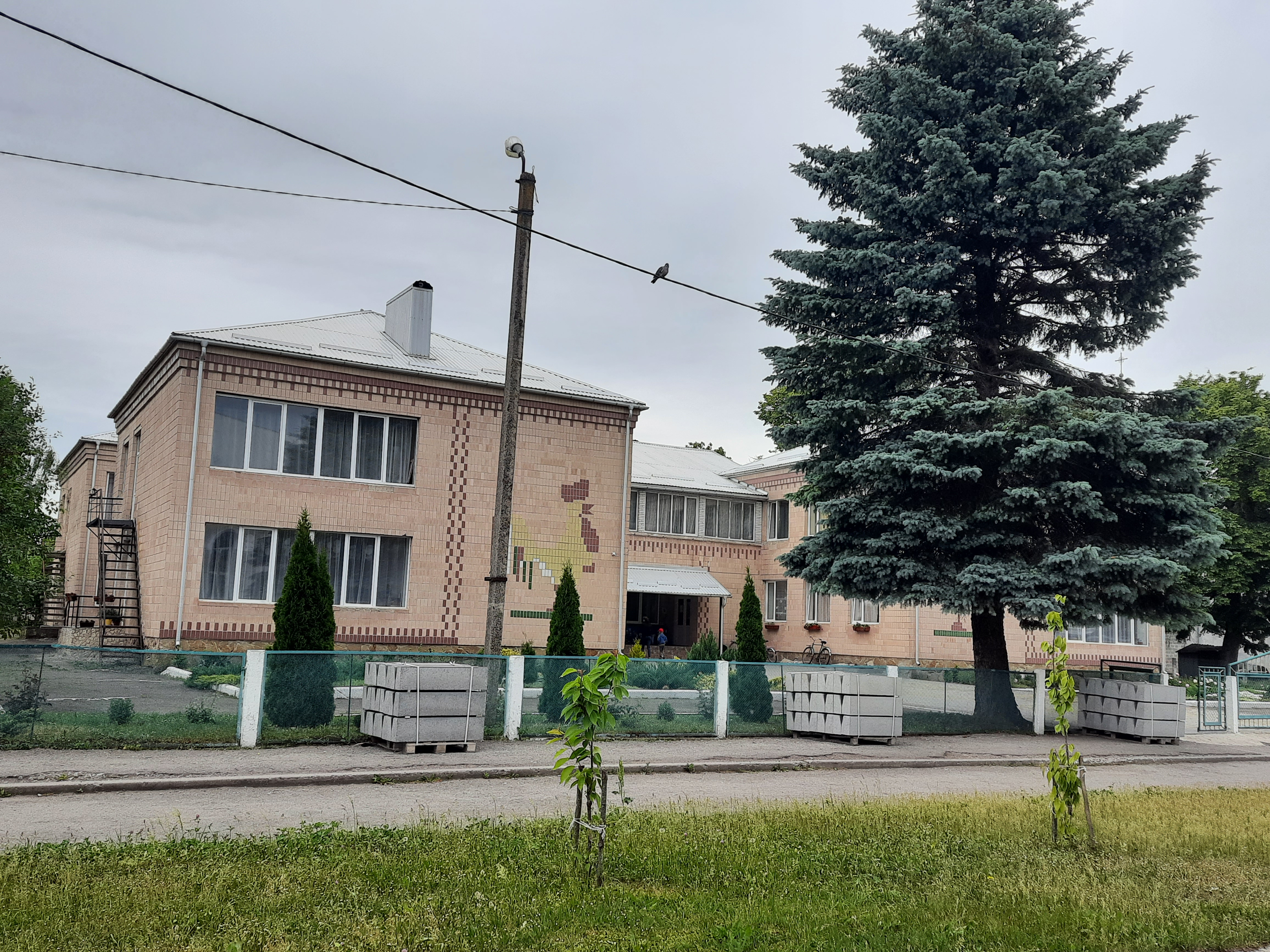
Дитячий садок

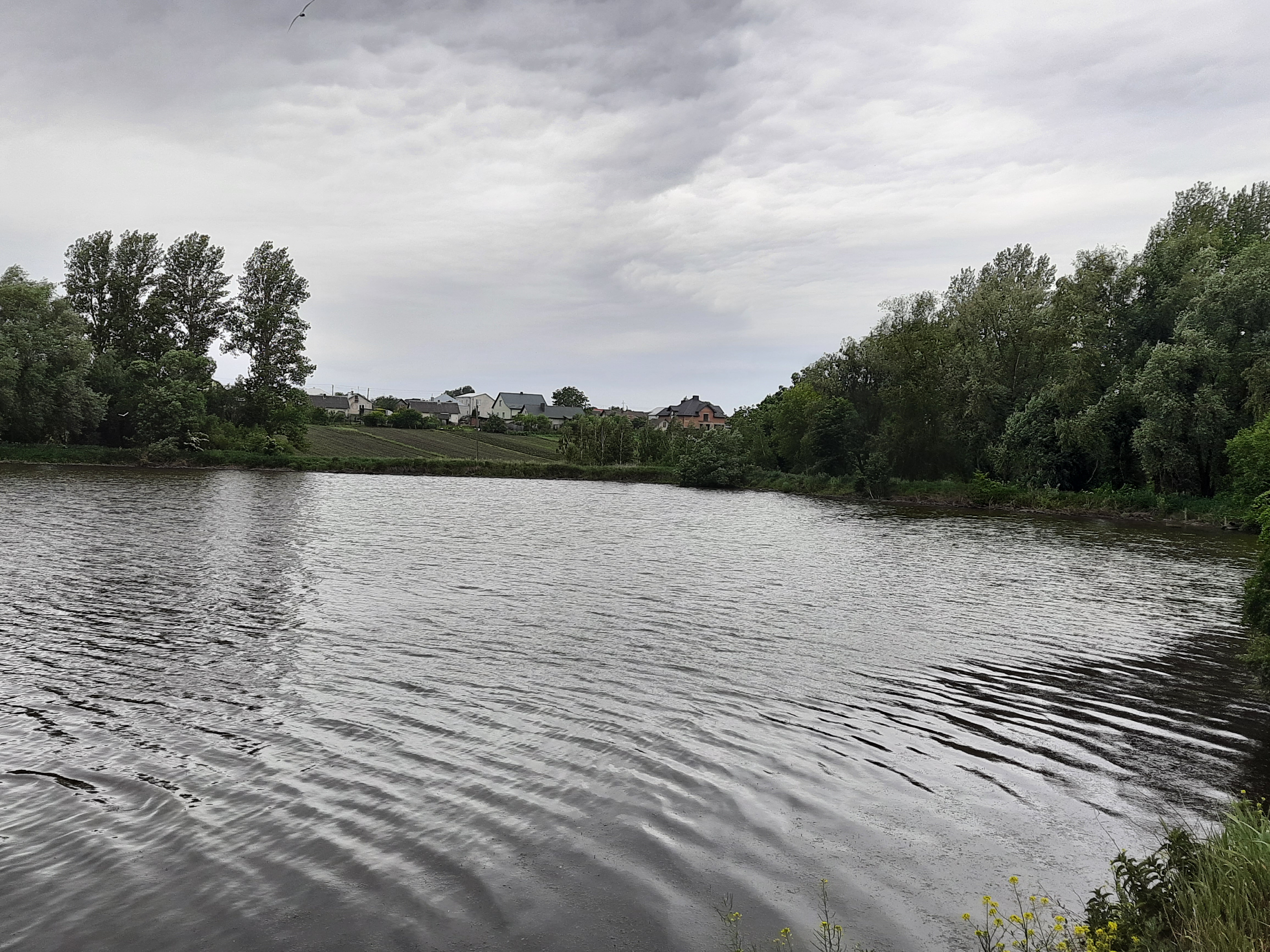
Став біля села

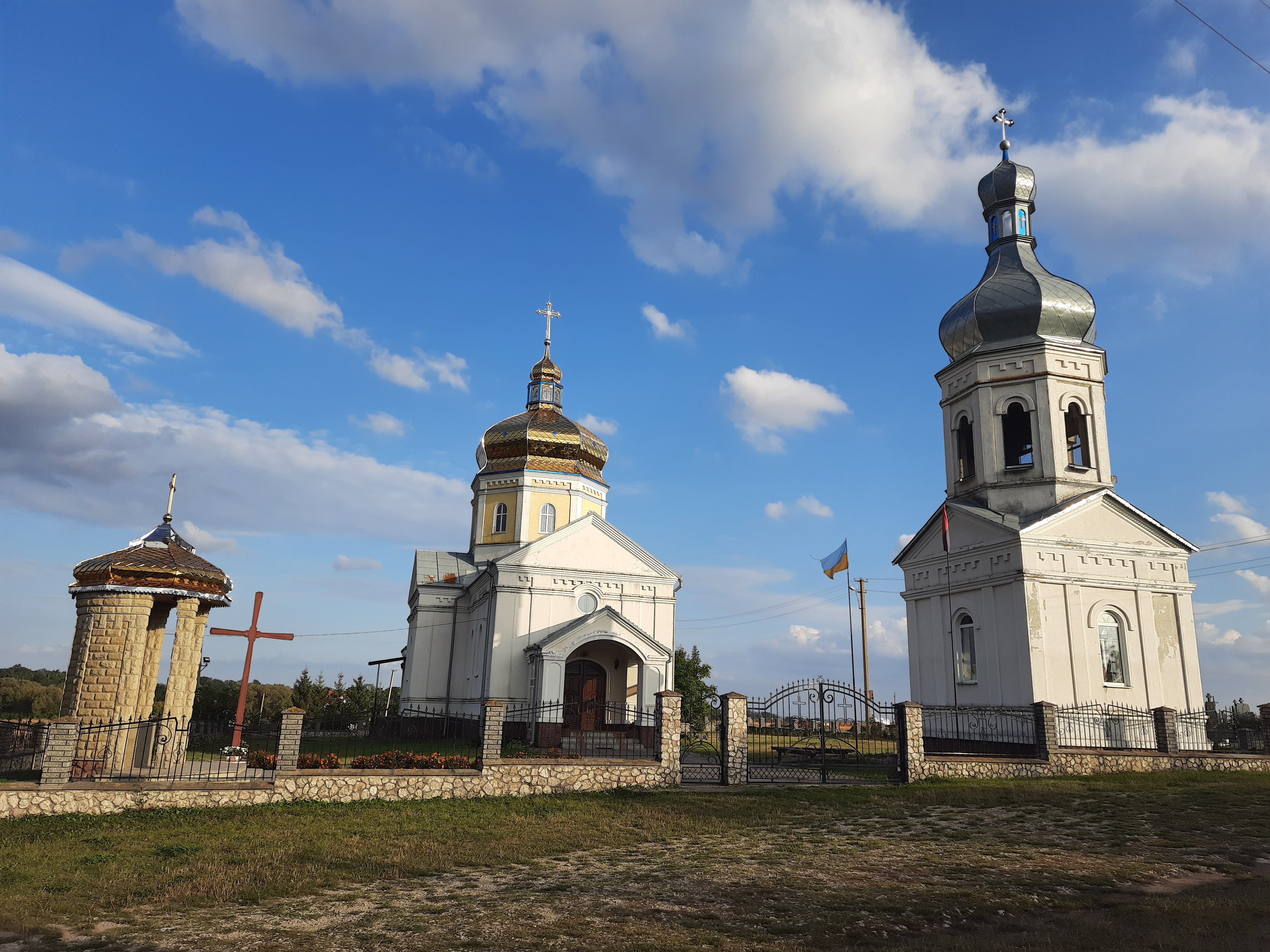
Церква Пресвятої Євхаристії

Озе́рна — село в Тернопільському районі Тернопільської області. З вересня 2015 року — центр Озернянської сільської громади. Розташоване на річці Восушка. Одне з найдавніших згаданих в історичних джерелах поселень Зборівщини. До 1941 року мало статус міста. Площа становить 5912 га. На січень 1997 року Озерна — одне з чотирьох найбільших сіл Тернопільщини.

## Географія
Село Озерна знаходиться на березі річки Восушка, вище за течією, на відстані 2 км розташоване село Осташівці, нижче за течією на відстані 1 км розташоване село Покропивна. Декілька частин села рознесено на відстань до 3 км. Через село проходять автомобільна дорога Н02 та залізниця, станція Озерна.
Відстань до Тернополя — 18 км.

## Об'єкти природно-заповідного фонду
У селі є гідрологічна пам'ятка природи Джерело Пресвятої Богородиці та ботанічна пам'ятка природи Озернянські липи.

## Історія

### Польський період і Хмельниччина

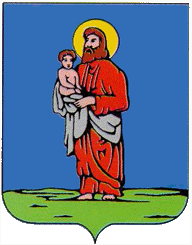
Герб села польського періоду

У 1349 році Галичина була остаточно приєднана до польської держави, яка в 1434 році на західноукраїнських землях утворила Руське воєводство з центром у Львові.
Наприкінці XV століття почалися руйнівні напади Кримського ханства, включно вглиб Галичини. Кримські татари руйнували міста і села, забирали людей у неволю, продавали на ринках в рабство або використовували як рабів у своїх господарствах. Польща не могла протистояти таким нападам і захистити народ, тому він створив для своєї оборони власну військову силу — козацтво.
16 вересня 1604 року в селі зупинялося українсько-польське військо, яке 20 червня 1605 року захопило Москву.
У документах 1542 і 1545 років Озерну вже згадують як містечко, що належало Яну Амору Тарнавському, а з 1615 року — Якубу Собєському — батькові пізнішого короля, що закупив землі від Озерної до Золочева, які як спадок переходили з покоління в покоління у родині Собєських.
1648 року козаки під проводом Богдана Хмельницького повстали проти панування Польщі. У травні того року під Жовтими Водами вони здобули першу перемогу, що сприяла подальшому розгортанню визвольної війни. Незабаром козаки вщент розгромили поляків під Корсунем і Пилявцями.

Поразка польської армії під Зборовом 5–6 (15–16) серпня 1649 р. В околицях Озерної формувався табір козацько-татарських військових сил Богдана Хмельницького, які у глибоких видолинках місцевості готувалися до несподіваного нападу на ворога в тактиці Зборівської битви.

Того ж року Хмельницький рушив до Галичини. Прямуючи до Львова, козаки на чолі з гетьманом проходили Озерну, а наступного 1649 року на західній околиці Озерної готували військо до Зборівської битви. Місцевість сприяла тому, щоб приховати військові загони для несподіваного нападу на ворога та забезпечити коням водопій. Звідтіля гетьман зі своїм військом вирушив на битву і 16 серпня почав здобувати Зборів, а на допомогу козакам підходили татарські відділення, частина яких розташовувалась під Озерною. У Зборівській битві козаки знову здобули перемогу.
У 1655 році Богдан Хмельницький, після Переяславської угоди 1654 року, об'єднав свої сили вже з московськими військами, під проводом Василя Бутурліна, пішов походом на Кам'янець-Подільський, а в жовтні 1655 року - на Львів, але відступив, взявши викуп грішми і дорогоцінностями. Повертаючись, козаки мали бій під Озерною з татарами. Битва закінчилася безрезультатними переговорами кримського хана Герея з Хмельницьким. У цій битві 18 листопада був тяжко поранений сотник Бенюга, який помер і був похований на околиці Тернополя. Сьогодні його могила знаходиться у Парку національного відродження. На озернянській землі залишилася могила полеглих козаків, пагорб якої знищили, коли в Озерній було утворено колгосп.
У 1740 землі було продано Радзівіллам. Станом на 1772 рік Озерна мала 150 осель.

Панування Корони Польської тривало до 1772 року, коли внаслідок першого поділу Польщі Озерна, як і Галичина, відійшла до Австрійських володінь монархії Габсбурґів. Поступово посилювались національне та релігійне гноблення і експлуатація селян польськими феодалами. Зростали панські фільварки за рахунок селянських земель. Польські магнати встановили важкий режим панщини — селяни працювали до п'яти днів на тиждень на панських ланах. Це змушувало їх чинити опір експлуататорам, траплялись селянські повстання.

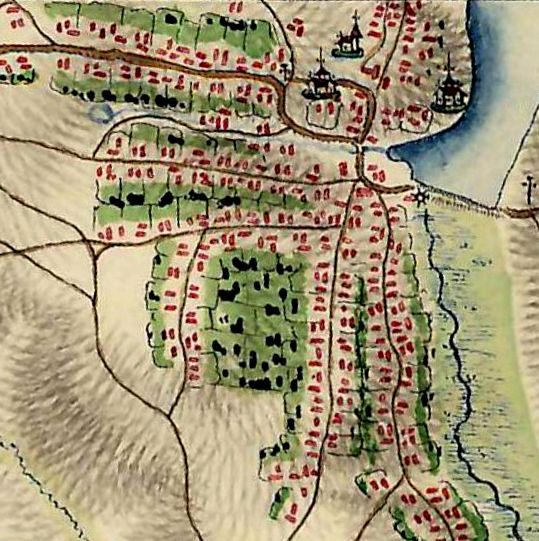
Село Озерна на березі річки Восушки, близько 1769-1787 рр. Карта Йосифинської метрики (Josephinische Landesaufnahme).
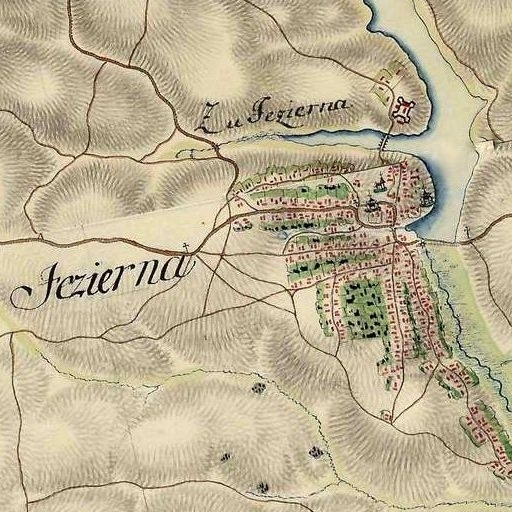
Село Озерна на березі річки Восушки, близько 1787 року. Карта Йосифинської метрики (Josephinische Landesaufnahme).
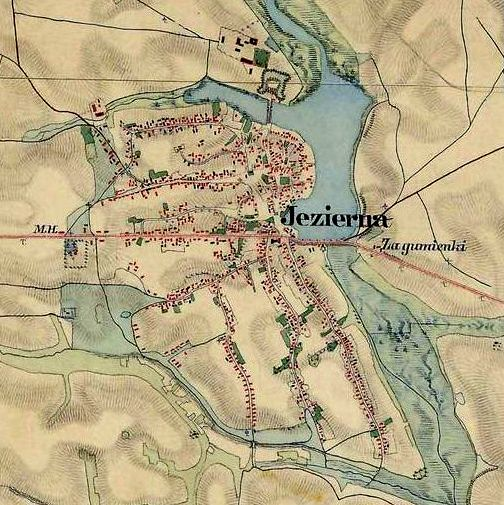
Село Озерна на березі річки Восушки, 1809-1869 рр. Карта Францисканської метрики (Franziszeische Landesaufnahme)

### Австрійський період
Після прилучення Галичини до Австрії цісар Йосиф II зменшив панщину, а 1848 року під загрозою революції панщину скасували. Однак, українські селяни мусили платити так званий «іденізаційний податок» аж до 1912 року. На честь скасування панщини в Озерній встановлено хрест.
У 1884 році в Озерній налічувалося 4939 мешканців, у тому числі греко-католиків — 2284, римо-католиків — 1602, євреїв — 1043, інших − 10. Вміли читати лише 310 осіб. У центрі містечка була дерев'яна церква і мурований 1864 року костел, до якого, крім римо-католиків Озерної, належало ще й 200 прихожан з Богданівки і 40 з Білківців. Всього до римо-католицької парафії в Озерній належало тоді 13 сіл. 1858 року у місті було відкрито дворічну школу з польською мовою викладання, де навчалося 134 учні із 600 дітей шкільного віку.
Ремісників у місті було мало. Щопонеділка в Озерній був великий ринок. Сюди з'їжджалися на торги зі Зборова, Козови, Кізлова, Тернополя і навколишніх сіл. Часто бували гончарі. Торгували переважно прядивом, худобою, зерном, яйцями. Корів і коней на цей час селяни мали по кілька штук. Пасіки тримали в полі й обносили їх земляним насипом, щоб оберегти від вітрів. Було задокументовано 880 бджолосімей.
Головним заняттям мешканців було землеробство. Ним займалися і окремі євреї, які давали селянам землю на спілку або використовували для її обробітку найману силу.
Певним стимулом для розвитку Озерної стало будівництво одноколійної залізниці Львів — Тернопіль — Підволочиськ, яка проходила через Озерну і з'єднала внутрішні райони Австро-Угорщини з залізничною мережею підросійської України. У грудні 1870 року по ній пройшов перший поїзд. Тоді була побудована дорога з містечка до залізничної станції. Під час прокладання дороги було розкопано частину земляного валу, що знаходився за містечком, де знайшли останки давніх поховань.
Наприкінці XIX століття в Озерній була епідемія холери. Кількість жертв невідома.
Український фольклорист і перекладач, вчений-етнограф і друг Івана Франка Осип Роздольський (1872—1945 рр.) збирав в Озерній перекази й пісні. Зібране видрукував у фольклорних виданнях «Галицькі народні казки», «Галицькі народні новели», «Галицько-руські народні мелодії». Збірка «Галицько-руські народні мелодії» складалась із 1500 пісень.

### Перша світова війна

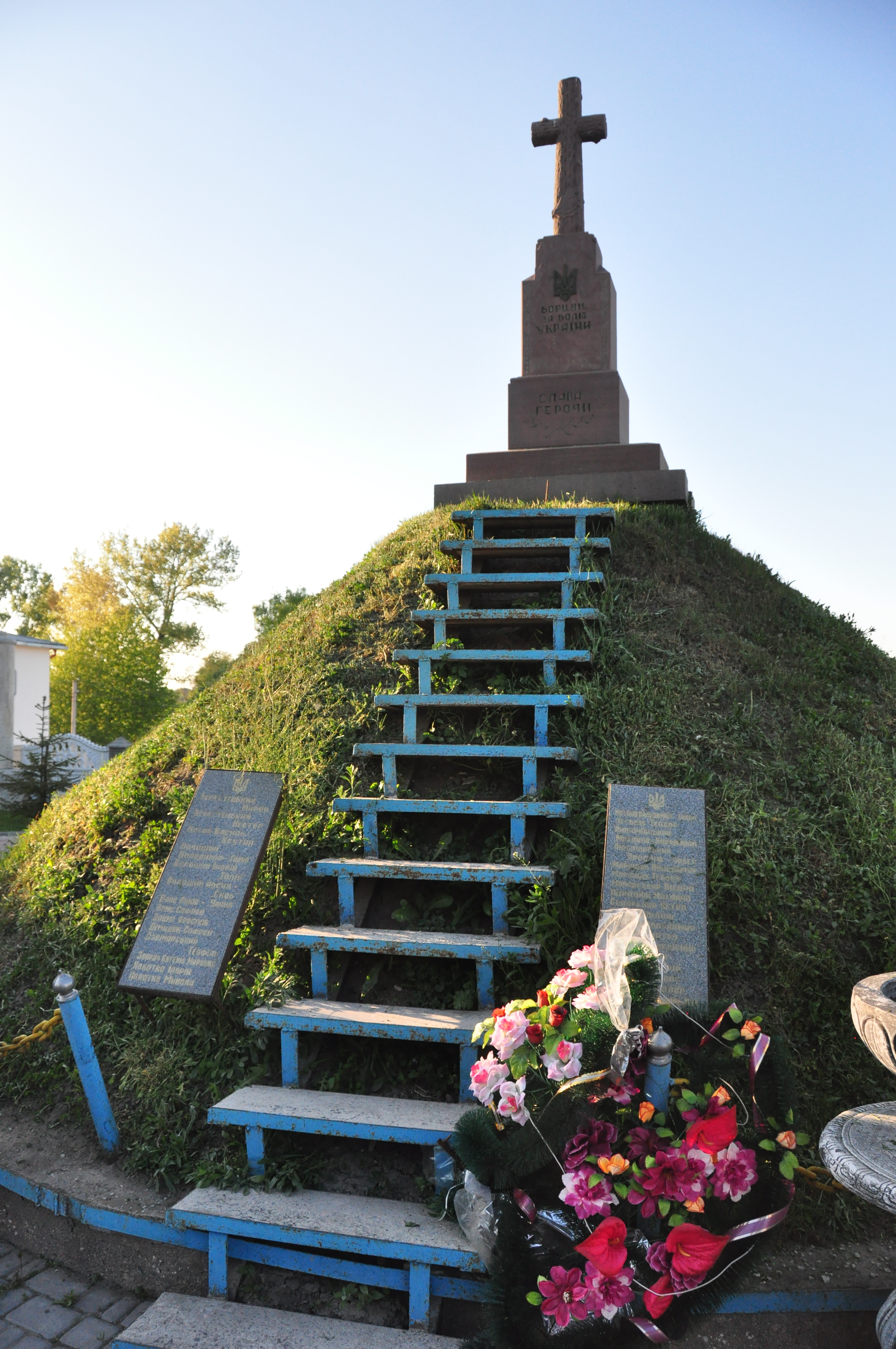
Хрест пам'яті борців за свободу України

24 серпня 1914 року до Озерної увійшла 40-тисячна російська армія під командуванням генерала Федченка. Упродовж півгодини всі хати заповнили солдати, що відбирали хліб у селян.
До Озерної доходили чутки, що Січові Стрільці завзято б'ються на стороні Австрії, щоб вибороти від російських посягань не тільки Галичину, а і всю Україну. Російська влада ставилась до галицьких українців вороже. Губернатор Галичини граф Бобринський заборонив видавати українські часописи, заборонив діяльність «Просвіти» і Наукового товариства ім. Шевченка та всі інші організації, школи русифіковано, церква переслідувана. На місце вивезеного в глибину Росії Митрополита Шептицького надіслано російського православного єпископа Євлогія. Українців масово арештовували.

Навесні 1915 року австро-німецькі армії проломили російський фронт під Горлицями і посунулися аж під Львів.

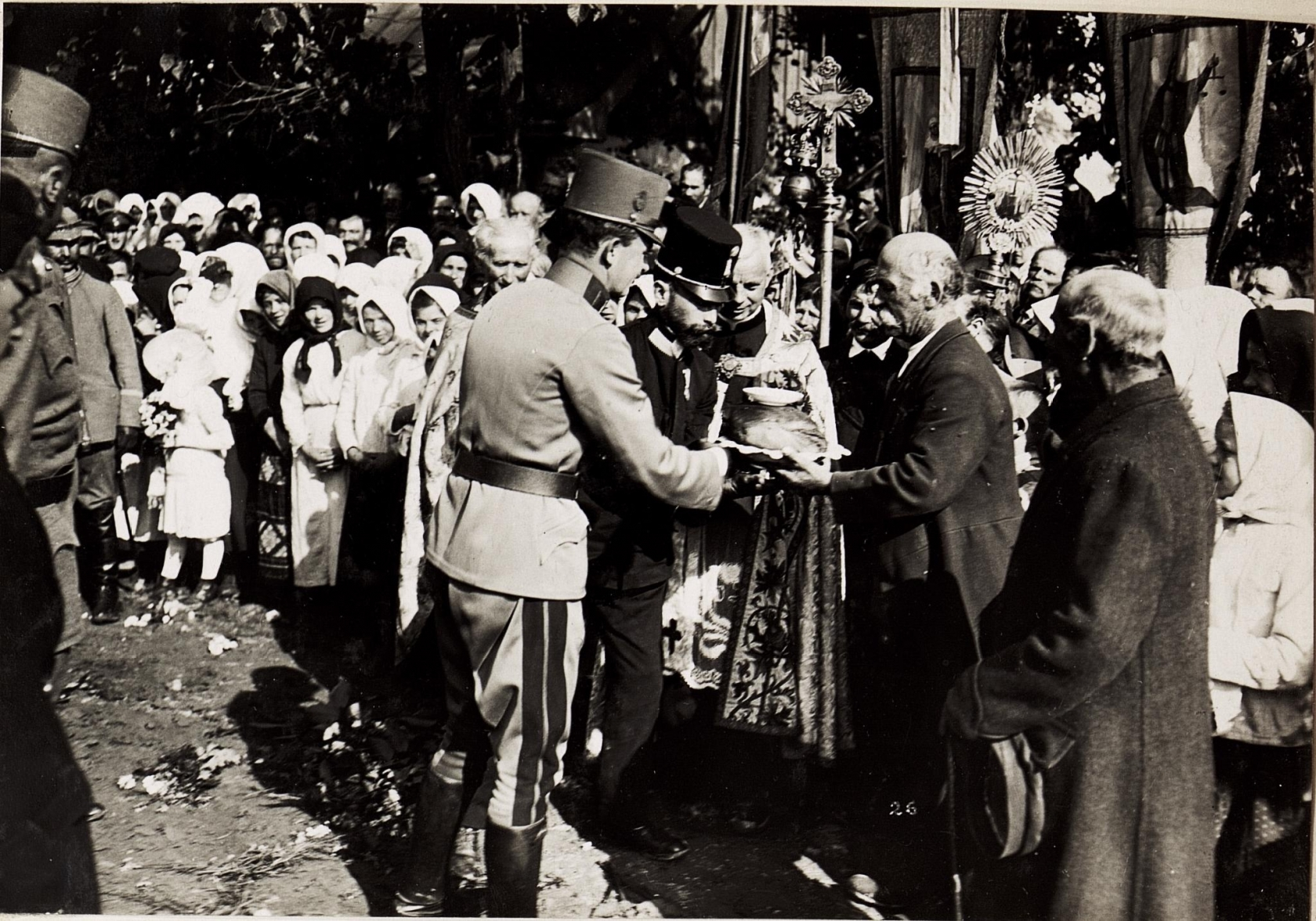
Карл I відвідав Озерну 30 липня 1917 р. Відразу після успішного контрнаступу в Галичині.
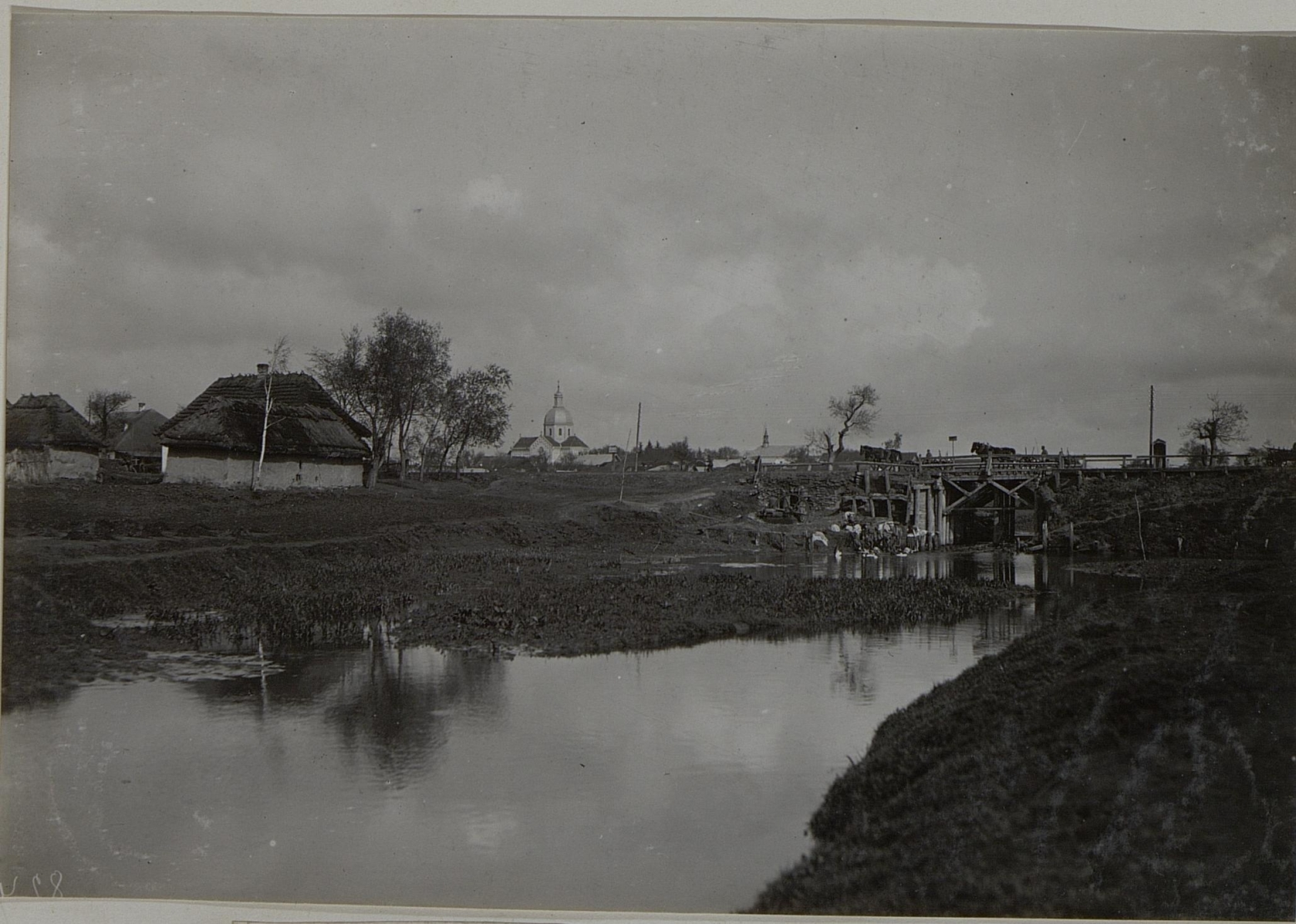
село Озерна на річці Восушці у 1915 році

Росіяни видали наказ забрати всіх чоловіків віком до 50 років, всю худобу та коней. Найближчої ночі усі чоловіки поховалися в криївках та в збіжжі на полі. При забиранні худоби солдати мусили боротись із жінками. На допомогу солдатам прислали кінний відділ. Жінок били нагайками і прикладами крісів. Жінки чинили опір, кидалися на солдатів, дряпали їм очі. Зрештою росіяни відступили.
У червні 1916 року через зраду чеських полків російські війська проломили німецько-австрійський фронт і посунули на захід. Фронт стабілізувався і простояв на Стрипі один рік.
У 1919—1920 роках через Озерну пройшла польсько-радянська війна. Українські солдати проводили погроми єврейського населення.
На той час у місті були маслозавод, молочарня, пекарня, млин та інша інфраструктура. Серед українських підприємців згадують Михайла Гриценка, що мав склад біля залізничної станції.

### Друга світова війна
З початком війни 1 вересня 1939 року ще в перші дні було видно безпорадність польського війська. 18 вересня 1939 р. радянські війська, техніка й обози йшли безперервним ланцюгом центральною дорогою Озерної на захід.
2 липня 1941 року в Озерну вступили німецькі війська. Перед їхнім приходом на головному тракті в центрі села було споруджено високу браму, прибрану прапорами української і німецької держав. Було проведено маніфестацію з нагоди відродження української належної держави. На другий день німецькі війська вбили 18 озернянських селян, які того дня косили свої ділянки. Війська, що наступали, побачили чоловіків, зібрали їх, почали допит, але для мешканців села німецька мова була незрозуміла. Почувши слово «рус», один із селян кивнув ствердив, що вони русини (українці). Проте німці зрозуміли «рус» як «росіянин», внаслідок чого загинуло 18 людей.
Джерела свідчать, що німці знищили все єврейське населення села у 1941 році . До 1942 року в селі не залишилося жодного єврея.
Село перебувало під нацистською окупацією з 2 липня 1941 до 18 липня 1944 роки. У березні 1944 року німецькі війська в Озерній зупинили наступ радянських військ. До 18 липня річка Восушка з прилеглими до неї видолинками протягом майже чотирьох місяців розділяла лінію фронту двох таборів. Передова фронтова лінія німецьких військ проходила околицею села, радянських — на другому боці річки на відстані 100—150 метрів в полі. Таким чином, основну частину Озерної контролювали німецькі війська. Радянським військам були підконтрольні хутори — територія від Тернополя (Кути), хутори від села Покропивна, біля лісу.
У земляному валі біля церкви німці збудували великий бункер. Його довжина становила близько 20 м, куди вело три входи. Тут розташовувалося командування ділянки фронту. Під час протистояння у селі німці виселили всіх його мешканців, а хто не виконував їхнього розпорядження —розстріляли, що вчинили з Бартком Слоняком (якому було близько 90 років).
Після приходу в Озерну радянської влади молодь села вирішила поповнити ряди УПА. У серпні 1944 року у Розгадівському лісі було організовано збір повстанців.
З Озерної в Розгадівський ліс добиралися Теодор Леськів, Володимир Леськів, Нестор Романів, Петро Буль, Теодор Демидяк, Андрій Демидяк, Богдан Волошин, Володимир Січкоріз, Михайло Беззубка, Микола Осадця, Софрон Яворівський, Ярослав Штогрин, Володимир Вонс, Михайло Дудар. За декілька тижнів про дислокацію новоорганізованих сотень УПА дізналися більшовики і спрямували сюди великі сили озброєних підрозділів. Відбувся бій, унаслідок якого загинули мешканці села Теодор Леськів і Андрій Шпак.
У визвольній боротьбі брали участь такі жителі Озерної:
- Василь Богач «Крутий». Член ОУН. У червні 1945 року загинув у Чернихівському лісі під час облави.
- Нестор Берестецький, симпатик ОУН. Загинув на Волині.
- Мирон Берестецький. У 1945 році при сутичці з більшовиками загинув в селі Ярчівці.
- Йосип Волошин «Скоб», «Ярема». Член ОУН, загинув 7 вересня 1945 року в Струсівському лісі.
- Лукія Вонс «Уляна» — підрайонова (УЧХ) на Зборівщині, місце загибелі невідоме.
- Володимир Волошин «Вишня». Член ОУН. Страчений більшовиками 4 травня 1945 року.
- Іларій Волошин «Топір» — районовий керівник СБ, загинув у бою з кадебістами 13 січня 1949 року.
- Софрон Вонс, загинув в селі Озернянка восени 1948 року.
- Ярослав Дацко, симпатик  ОУН, загинув в липні 1945 року на Івано-Франківщині.
- Софрон Демидяк «Вир», член ОУН, загинув у жовтні 1944 року на озернянських полях коло Марущаків.
- Теофіл Дзвінярський «Чайка». Загинув у бою з більшовиками у 1950 році в селі Кабарівці.
- Євгенія Зварич «Мурашка» — повітовий провідник УЧХ, член ОУН, загинула 7 вересня 1945 року в Струсівському лісі.
- Володимир Кутний «Гайда», член ОУН, загинув у селі Данилівці 15 лютого 1945 року.
- Василь Романишин, загинув у Карпатах.
- Микола Кокотко, загинув 23 березня 1945 року в бою з більшовиками на озернянських полях під Покропивною.
- Іларій Кокотко, член ОУН, помер в тюрмі міста Томськ (Росія) після допитів і тортур.
- Теодор Леськів, симпатик ОУН, стрілець УПА, загинув у 1944 році в бою з більшовиками у вересні біля села Вулька Бережанського району.
- Михайло Любачівський «Кармелюк», бойовик СБ, 10 травня 1946 року тяжко поранений в Озерній, незабаром помер.
- Ярослав Любачівський «Човен»,член ОУН, загинув у квітні 1945 року в Озерній.
- Теофіл Марущак, загинув 23 березня 1945 року в нерівному бою з більшовиками на озернянських хуторах під Покропивною.
- Андрій Муравський, член ОУН, у січні 1945 року загинув на хуторах села Плавуча Велика.
- Володимир Марущак, симпатик ОУН, у 1950 року важко поранений в селі Грабківці, помер в тюрмі міста Тернопіль.
- Андрій Сютра, член ОУН, загинув восени 1944 року в бою з більшовиками біля села Велика Плавуча.
- Петро Сілінський, боєць УПА, у жовтні 1944 року загинув у бою на околиці Озерної.
- Андрій Шпак, боєць УПА, загинув у бою з більшовиками неподалік села Вулька на Бережанщині 15 вересня 1944 року.
- Павло Штогрин «Білий», ройовий УПА, загинув у 1951 році в селі Озерянка.
- Іларій Штогрин, стрілець УПА, загинув у 1945 році.
- Михайло Парадюк, стрілець УПА, загинув у вересні 1944 року в Бережанському лісі села Вулька.
- Андрій Яворівський «Жук», бойовик СБ, у травні 1945 року загинув на озернянських полях під Покропивною.
- Микола Яцків, бойовик СБ, загинув у червні 1945 року в бою з більшовиками між селами Мала Плавуча і Красна.
- Володимир Ульчак «Зруб», один з перших членів ОУН в Озерній, розстріляний німцями в липні 1941 році.
- Петро Осадця «Дуб», ветеран ОУН-УПА, у липні 1944 важко поранений в бою з німецькими загонами. Помер в 1995 році.
- Євген Христинич «Байда», член ОУН з 1942 року, у травні 1945 року під час облави захоплений пораненим в криївці села Годів, відбував тюремне покарання в таборах  Комі АРСР. Помер у 1990 році.
- Ярослав Христинич «Куліш», стрілець УПА, 1947 року вивезений в Кемеровську область Росія, повернувся в Озерну у 1957 році.
- Володимир Гоца, стрілець УПА, у 1946 році «з’явився з повинною», був засуджений на 10 років тюремного ув’язнення. Загинув у тюрмі 21 листопада 1949 року.
- Ярослав Штогрин, у 1945 році «з’явився з повинною», засуджений на 10 років тюремного ув’язнення, по дорозі до місця ув’язнення загинув.
- Софрон Яворівський, у вересні 1944 року повернувся з розпущеної сотні УПА додому, був заарештований у квітні 1946 року, засуджений на 20 років тюрми.
- Михайло Панчишин, у 1944 році прилучився до УПА, з розпущеної сотні повернувся додому, у 1946 році легалізувався. 2 травня 1949 року арештований, засуджений на 25 років. Звільнений у 1957 році.

Озернянці самовіддано допомагали учасникам визвольних змагань попри висліджування, доноси й репресії. Зокрема, зв’язкові, які постійно мали контакти з повстанцями: Берестецька Ольга Степанівна, Берестецька Ольга Теофілівна, Марущак Стефанія, Сілінська Марія, Яворівська Ольга, Беззубко Емілія, Вонс Зиновія Василівна, Кутна Калина, Шидлівська Ганна.
За підтримку зв'язків з ОУН-УПА були заарештовані і відбували покарання в таборах Василь Волошин, Петро Дубина, Софія Дубина, Іван Дубина, Степан Демидяк, Степан і Зиновія Бідак, Петро Буль, Ганна Вонс, Федір Угодовський, Омелян Берестецький, Текля Шкрабінська, Марія Бабяк і ще 27 озернянців.
Були депортовані в Сибір Теофіль Буль із сім'єю, сестри Ганна і Ярослава Берестецькі, Павло Волошин із сім’єю, Михайло Гриценко, його дружина і четверо дітей, Михайло Яворівський, Теоділь Яворівський, Павло Волошин, Марія Леськів, Володимир Карпінський. Степан Штогрин з сім’єю загинули у Сибіру.
Жертвами більшовицького терору були Василь Грищенко, Василь Дубина, Іван Оленсевич, Володимир Романишин, Семен Перейма, Іван Прокопенко, Володимир Стайничий, Петро Христинич, Євген Волошин.

### Післявоєнний період
Після війни Озерну почали відновлювати. Пошкоджені будівлі було розібрано. У 1951—1952 роках Озерна була радіофікована. Першим головою радіостанції села був Євген Беззубка. У 1986—1989 роках проведено газифікацію.
12 червня 2020 року, відповідно до розпорядження Кабінету Міністрів України № 724-р «Про визначення адміністративних центрів та затвердження територій територіальних громад Тернопільської області» увійшло до складу Озернянської сільської громади.
19 липня 2020 року, в результаті адміністративно-територіальної реформи та ліквідації Зборівського району, село увійшло до складу Тернопільського району.

## Населення

### Мова
Розподіл населення за рідною мовою за даними перепису 2001 року:
| Мова            | Кількість | Відсоток |
| --------------- | --------- | -------- |
| українська      | 3592      | 99.36%   |
| російська       | 18        | 0.50%    |
| білоруська      | 1         | 0.03%    |
| польська        | 1         | 0.03%    |
| інші/не вказали | 3         | 0.08%    |
| Усього          | 3615      | 100%     |

## Визначні місця

### Церква Пресвятої Тройці

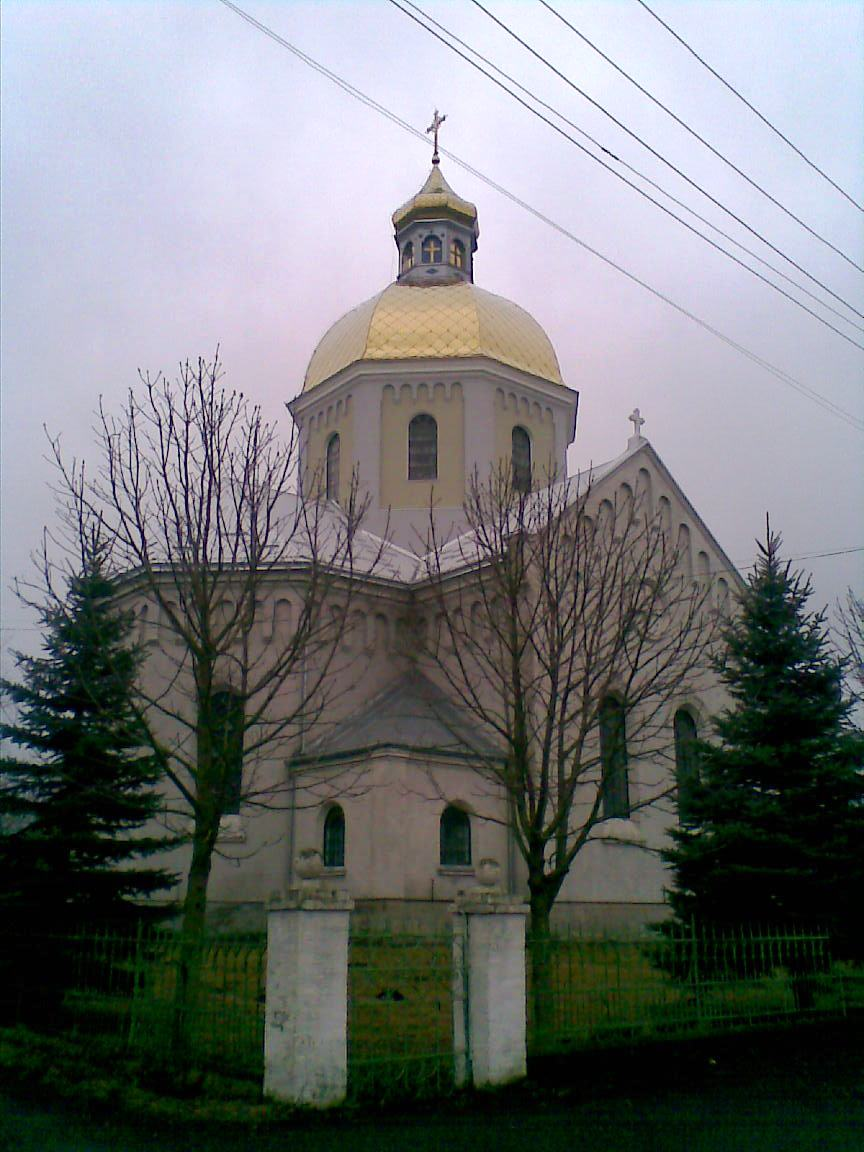
Церква Пресвятої Тройці

У центрі села розташована церква Пресвятої Тройці, побудована в 1893 році (згідно з церковним документом за 1932 рік). Її висота — 35 метрів. 1930 року Павло Ковжун та Михайло Осінчук розписали її в українському візантійському стилі. 15 квітня 1922 року храм благословив блаженний парох Е. Яличко. У церкві є дерев'яний престол, на якому розташовані мощі святого священномученика Йосафата, оправлені в хрест. На бічних престолах є ікони Пресвятої Діви Марії і серце Ісуса Христа. Є дві сповідальниці, крилас, амвон, округлий з іконою Святого Йосафата.
Площа церковної ділянки становить 3 тис. м² і обведена металевою огорожею. 1907 року збудовано дзвіницю з чотирма аркадними гніздами під дзвони. Під час нацистської окупації дзвони вночі зняли мешканці села, і, згідно з твердженнями окремих парафіян, закопали неподалік дзвіниці. Проте їх не знайшли і дотепер.
На території церкви є 4 дерев'яні хрести. На одному табличка з написом: «988-1988 рр. Хрест на пам'ять 1000-ї річниці хрещення Русі». На другому хресті табличка з написом: «1994 року Божого відбулася місія в селі з 17 по 24 липня. Місію проводив Ієромонах Степан Федчишин». На двох інших написів немає.
У 1994 році в огорожі з північної сторони збудовано нову аркову браму, яку розмалював художник Д. Артемович. У 1970 році всі малярні роботи, що всередині церкви, поновлено. Зараз зовнішній вигляд храму реставрують: позолочено великий і малий куполи, наново поштукатурено стіни.

### Брама

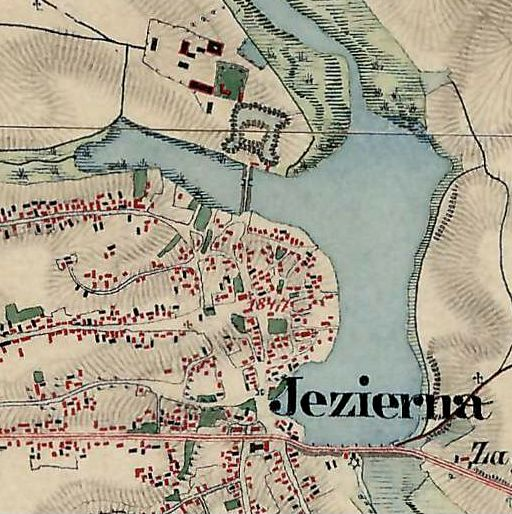
Село Озерна на березі річки Восушки, 1869 рік. Карта Францисканської метрики (Franziszeische Landesaufnahme)

Колись село розташовувалося на території, яку займають тепер тваринницькі ферми, зерносклад, картоплесховище і  поля. Після одного з нападів кочовиків, коли село було пограбоване і зруйновано і багато його жителів винищено, життя у ньому стало занепадати. Ті, хто вижили в лісах, очеретах ставу, для будівництва нової оселі вирішили вибрати надійніше місце. Таким обрали територію, де зараз є центр Озерної. Тоді вона була півострівцем. Зі східної сторони її омивали води ставу, а з південної і північної її допливи. Це нове поселення назвали Заозерна. Місцевість була незахищена водою, крім західної сторони. Тому тут мешканці спорудили ще й заплив, при розкопуванні якого утворилися земляні вали. Нове поселення майже навколо оточила вода. У кінці запливу місцеві побудували велику браму, яка була єдиним місцем в'їзду в село. З північного боку брами насипали земляний вал заввишки близько 2 метрів, що зберігся до 50-х років XX століття.
Коли село вийшло за межі брами, його стали називати Велика Озерна, а згодом Озерна. Тоді про браму лише нагадувала вулиця Забрамська. В 1999 році вирішили збудувати нову браму на честь 530-ї річниці заснування Озерної.
21 липня 1999 року брама була освячена.

### Костел

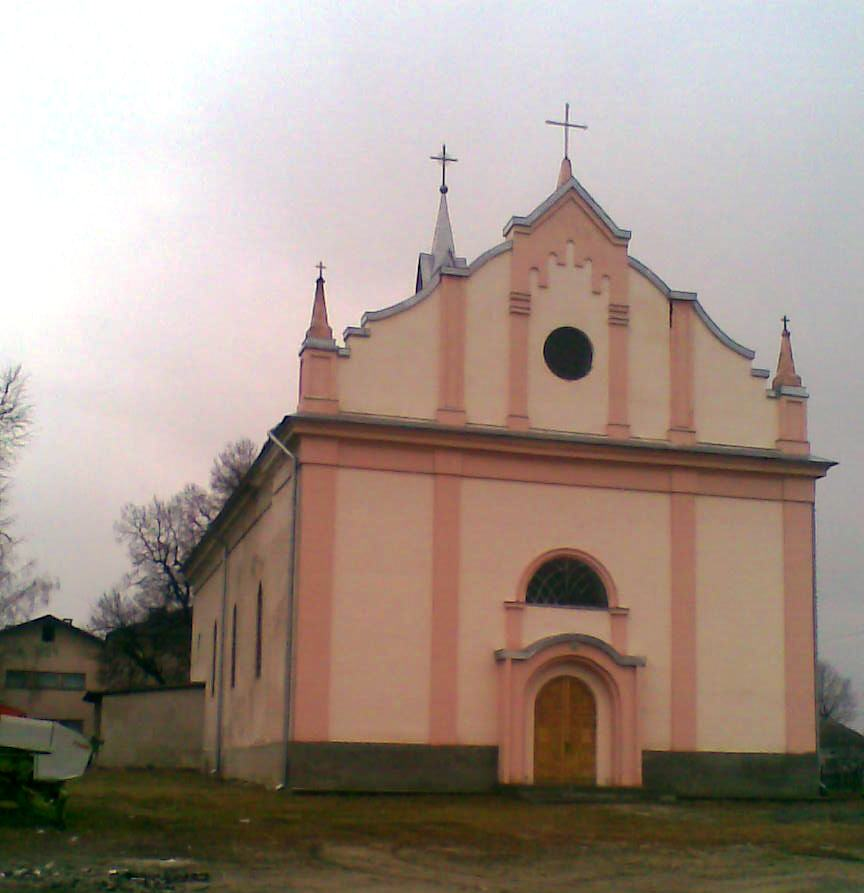
Костел

Римо-католицька парафія Святого Йосифа в Озерній діяла з 1636 р. Нинішній мурований костел було освячено в 1864 р. 

### Школа
У приміщенні, що колись належало лікарю—єврею Літваку, розмістилася школа, де у 1944—1945 н.р. навчалося 172 учні, працювало 8 вчителів.
У 1948—1949 н.р. школа зайняла і будинок колишнього польського проборства, де в 1949—1950 н.р. було відкрито 8-й клас, а в 1951—1952 н.р. в Озерній школа стала середньою, у якій уже в наступному навчальному році нараховувалося 740 учнів і 36 вчителів.
Довгочасними директорами школи були С. Пригода, П. Чернявський, А. Вальчук, 3. Лотоцький, Л. Г. Корнак. В 1978 р. Озернянська середня школа дістала нове триповерхове приміщення за рахунок прибудови.

### Будинок культури

Будинок культури

До 1953 р. клуб, яким керував М. Чіпак, розташовувався в одному з залів колишнього «людового дому». У 1953 р. для нього було виділено відремонтоване приміщення колишньої «Просвіти». Сюди, у 1956 р., на посаду завідувача клубом приходить майбутній відомий гуморист Євген Дудар. У клубі збільшено кількість місць у залі, придбано декорації сцени. 1957 року Євген Дудар покинув завідування клубом у зв'язку з виїздом на навчання. 1969 р. завідувачем став Є. Кузьмин, який запросив працювати з драмгуртком артиста Тернопільського драмтеатру ім. Т. Шевченка М. Коцюлиму. Останній щиро взявся за довірену йому справу. У 1972 р. став до ладу новий будинок культури. На його сцені виступали відомі в Україні і далеко за її межами артисти, ансамблі, хори, цирки. Тут слухали знаний багатьом країнам світу хор ім. Верьовки, вокально-інструментальний ансамбль «Смерічка», ансамблі Київського, Прикарпатського військових округів, артиста Й. Кобзона. Творчі вечори проводив український сатирик, заслужений діяч мистецтв, виходець з Озерної Євген Дудар.
Директору Є. Кузьмину в 1988 р. присвоєно звання «Заслужений працівник культури».

### Пам'ятник Т.Г.Шевченку

Пам'ятник Т. Г. Шевченку

Пам'ятка монументального мистецтва місцевого значення.
Встановлений 1968 р. (реставрований 1981 р.). Робота самодіяльних майстрів.
Скульптура – тонований бетон, постамент – камінь.
Скульптура – 2,5 м, постамент – 2 м.
Спочатку розташовувався біля Озернянської школи, але у 80-ті роки у зв'язку із розширенням дороги його перенесли і встановили біля будинку культури.

### Капличка Пресвятої Богородиці
Капличка Пресвятої Богородиці споруджена на кошти Калушки Богдана Івановича. Цей мистецький витвір присвячено дочці Наталі, котра трагічно загинула.
Над спорудженням каплиці працювало багато людей. Зокрема, архітектор Кіт М. Д., художники Демкович П., Миколовчук М., Козловський В., скульптор Маклош Пітер, будівельники Завальнюк І., Завальнюк В., Завальнюк Б., Кутний В.
Освячення відбулося 14 жовтня 2002 року. При вході до каплиці стоять три хрести, що символізують три тисячоліття. В центрі  мармурова статуя Матері Божої та ікони, мозаїчне панно «Пресвята Трійця».
Від каплиці сходи ведуть до артезіанського джерела, яке оформлене у вигляді чаші. Трохи далі — мозаїчна ікона «Хрещення Господнє».

Капличка Пресвятої Богородиці
Фігура Божої Матері
Мозаїчна ікона «Хрещення Господнє»
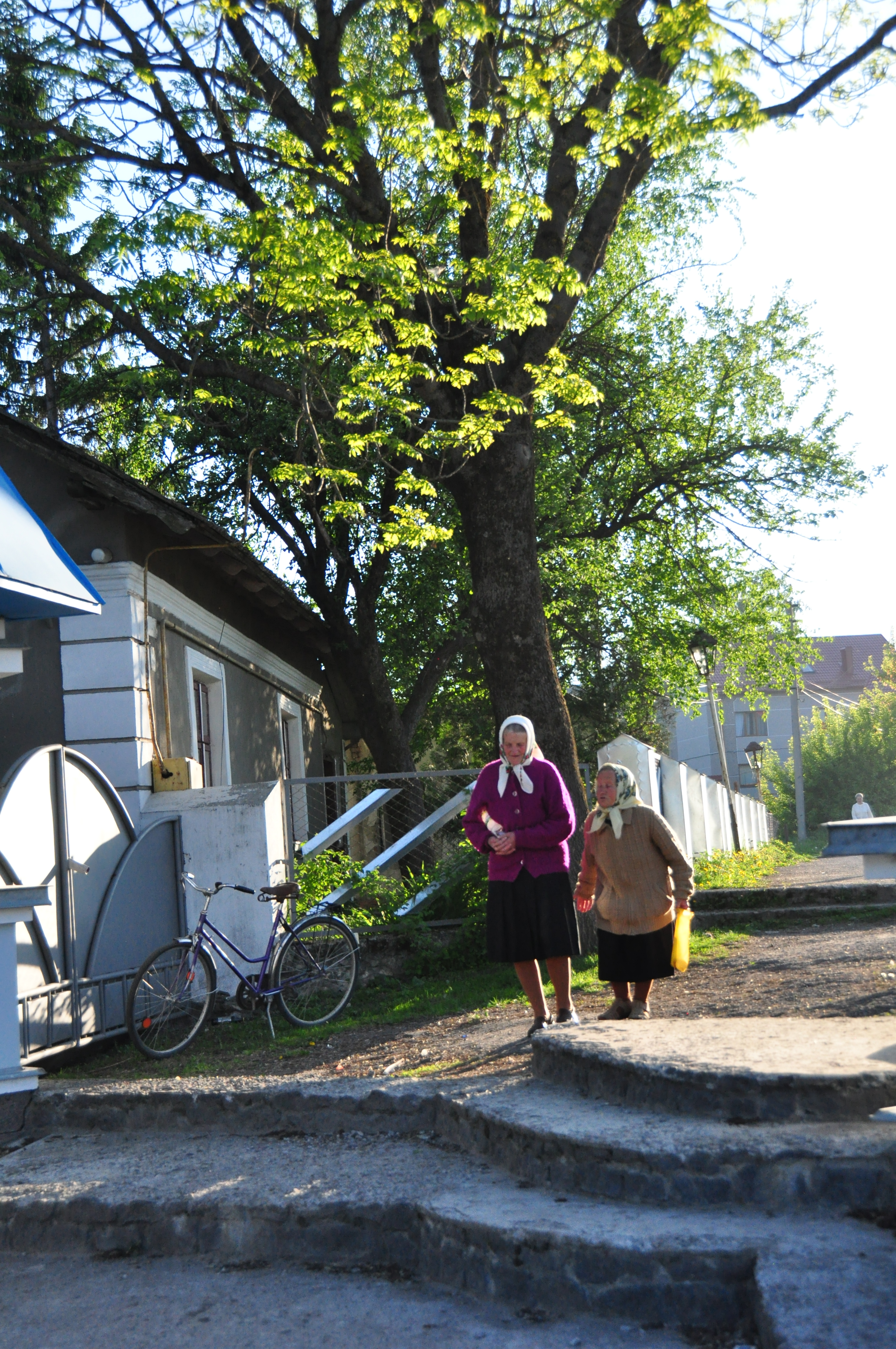
Місцеві люди йдуть до каплички

### Козацька могила
У 1648 році Богдан Хмельницький з козаками, прямуючи до Львова, проходив через Озерну. Відтоді на Озернянській землі залишилася могила полеглих козаків, невеликий пагорбок, що зрівняли з землею, коли утворився колгосп. Лише у 80-ті роки могила була відновлена.

### Меморіальний комплекс загиблим воїнам у Другій світовій війні

Меморіальний комплекс загиблим воїнам у німецько-радянській війні

Після Другої світової війни в селі побудували меморіальний комплекс загиблим радянським воїнам. Комплекс побудований у вигляді стіни, з правого боку якої висічено фігуру солдата. Воїн стоїть, піднісши автомат вгору.
Трохи нижче розміщені прізвища жителів Озерни, які загинули на фронтах Німецько-радянської війни. Перед стіною викладений плитами майданчик, у центрі якого розміщений вічний вогонь. По боках комплексу ростуть ялинки, а позаду розкинувся парк. Автори пам'ятника — скульптор Валентин Подольський, архітектор Валентин Агарков.

### Вали
«Вали» — територія села, що в давні часи була оборонною спорудою. Після чисельних нападів кочових племен і значних грабунків села, жителі вирішили знайти надійніше місце. Зі сходу територія омивалася водами ставу, а з півночі і півдня — болотистими територіями оточена. Незахищеною залишилася лише західна сторона. Тому тут мешканці спорудили ще великий рів, який був заповнений водою. При його розкопуванні утворилися земляні вали (які також мали оборонний характер).
На сьогодні збереглися лише фрагменти цих укріплень.

### Пам'ятник героям
| Кокотко М.П, 1920-29.03.1945          | Клапко С. П. ?-29.03.1945           |
| Марущак Т. І. 1923-29.03.1945         | Лесенюк О."Круглий" 1923-21.04.1948 |
| Медвідь М."Калинович" 1907-21.04.1948 | Приймак І."Данилко" 1920-21.04.1948 |

У 1995 році жителі села Озерна Бідак О., Матущак Я., Леськів Я., Петренчук П., Шемета М., Федак В., Яворівський Б. збудували на цвинтарі могилу на місці поховання повстанця УПА М. Кокотко, з яким разом загинули і два його побратими, що сталося на полях від Покропивної при сутичці з більшовиками 29 березня 1945 р. Тіло повстанця Кокотко вночі привіз на цвинтар з поля бою Теодор Ульчак, а рідні поховали.
На могилі вписано і повстанців, які полягли від ворожих рук в озернянському лісі 21 квітня 1948 р.
15 жовтня 1995 року о. Іван посвятив могилу. Після посвячення тут мали слово депутат Верховної Ради України А. Зарудний, голова адміністрації району В.Колінець, голова НРУ Зборівщини П. Петринчук, член товариства СУ Зеновія Бідак.

## Місця поховань
- В Озерній є декілька цвинтарів, земля яких протягом більше як 500 останніх років приймала на вічний спокій своїх мешканців. Як свідчать надгробні плити, знайдені при проведенні земляних робіт, один з цвинтарів Озерної знаходився між колгоспним зерноскладом і забудовами житла при автошляху.
- Другий цвинтар розміщувався на земляному валі коло церкви. Про це розповіли ще піввіку тому тодішні старожили, а підтвердили викопані тут тепер при спорудженні при церковної будівлі людські черепи.
- Третій цвинтар, про який добре знали старожили 50-х років, містився при колишній старій церкві. Останні поховання на ньому були проведені коло 160 років тому.
- Четвертий цвинтар, що тепер знаходиться на західній околиці села, дістав свій початок близько 160 років тому, про що говорять перші надмогильні написи, які було нанесено у 1836 р. Розміри цвинтаря на сьогодні 300x160 м. Можна припустити,з огляду на його площу та кількості мешканців в Озерни в ті часи,що тут похоронено до 13-14. тис. її односельчан. У 1975 р. теперішній цвинтар було розширено у західному напрямку. На старому цвинтарі є багато могил військових.
- Ще одне місце поховань — цвинтар жертв епідемії холери. Цвинтар знаходиться за 150 м з південної сторони дороги, що з'єднує вулиці Довгу та Зарудку за 100 м від Зарудки. Розміри його 50x60 м.
- Шосте місце поховань в Озерній — на якому хоронили євреїв, розміри його 40 х 80 метрів. Тут поховано понад тисячу померлих. Розташована  велика братська могила жертв ліквідації у 1943 р. єврейського табору. Місце поховань перебуває у полі на 250 м південніше від початку нинішнього озернянського цвинтаря.
- І останній, сьомий в Озерній цвинтар — «Хрести», що знаходиться близько 300 м на захід від сьогоднішнього приміщення озернянської лікарні. Тут є 70 могил (7 рядів по 10 могил). Ось напис на пам'ятнику, що встановлений на одній з могил:

RAJMUND CHATRNY

STRELEC I ROTY

3.csl.STREL.PLUKU

28.IV.1893

VPRIBRAMI

+21.VI.1917

PO ZRANENI U ZBOROVA
Під час Першої світової війни два батальйони чеського корпусу, 28 полку піхоти австрійської армії, у якому служили тільки чехи, перейшли 3 квітня 1915 року на перевалі Дукля в Карпатах разом зі своїми офіцерами на сторону Росії під звуки своєї полкової капели.
З чеських військовополонених були створені спеціальні військові частини, які воювали в складі російської армії проти німців. Ті що загинули в боях, поховані, як свідчить напис на пам'ятнику, що знаходиться на одній з могил, на цвинтарі «Хрести».

## Відомі люди
- Художник Гриценко Володимир.
- Довгочасний директор школи Степан Пригода.
- Мати-героїня Гриценко Марія.
- Жертва більшовицького терору — правник, адвокат Євген Волошин.

### Народилися
- Качала Володимир Степанович (1842 - 1894) — український промисловець, інженер, громадський діяч, меценат культури, науки та мистецтва.
- Микола Кузьмин (1881—1955) —  український громадський діяч, землероб, член Центрального Комітету Українського Національно-Демократичного Об'єднання (УНДО) у 1925—1928 роках, сенатор II каденції у II Польській Республіці (Речі Посполитій).
- Януарій Бортник (1897—1938) — український режисер і актор.
- Василь Гоца (1885—1937) — український громадський і освітній діяч, диригент, жертва більшовицького терору.
- Льонгін Січкоріз (нар. 1921) — український вчений в галузі фармакології, професор кафедри фармакології (1974—1999), декан медичного факультету Львівського медичного інституту (1974—1975).
- Священник о. Василь Додик, служив у с. Озерна з 1939 до 1981 року, похований на сільському кладовищі.
- Отець Іларіон Карп'як, народився у Озерній біля Тернополя. (1919—1989). Був парохом у Радехові Львівської області, докторант богослов'я, духовний отець.
- Володимир Зварич (1919—1998) — український вчений історик, педагог, музейник, археолог, нумізмат. Директор Музею археології Львівського університету та допоміжних історичних дисциплін у 1967–1971 роках. Автор першого в Україні "Нумізматичного словника" (Львів, 1972), перевиданого загальним накладом у 500 тис. прим.
- Богдан Теофілович Христинич (1929 - 2007) — історик, дисидент, один із засновників і голова студентської націоналістичної Підпільної організації «Пробоєм» у Львові в 1948 р. Був засуджений рішенням військового трибуналу військ МДБ Львівської області 20 червня 1952 року, за статтями 54-1 "а", 54-11 Карного кодексу УРСР до позбавлення волі у виправно-трудових таборах строком на 25 років м. Інта Комі АРСР.
- Євген Дудар (нар. 1933) — український письменник-сатирик, артист розмовного жанру, публіцист.
- Ігор Огірко — український математик, доктор фізико-математичних наук (1990).[11]
- Марцюк Зиновій — головний фінансист ОУН, фінансовий референт ОУН, організатор збірок на фонд УПА.
- Ушкевич Андрій Володимирович (1986—2022) — український цирковий артист, еквілібрист, солдат Збройних сил України, учасник російсько-української війни.
- Ушкевич Сергій Володимирович (1995—2022) — український цирковий артист, еквілібрист, солдат Збройних сил України, учасник російсько-української війни.

### Проживали, перебували
- Кануков Джамбулат Батгириєвич — полковник, командир Літунського полку Української Галицької Армії.

## Пам'ятки
У 2012 році було видано брошуру "Історичні пам'ятки села Озерна" спільно з учнями ЗОШ I-III ст. с. Озерна, товариством "Просвіта" і Молодіжним націоналістичним конгресом. Матеріали зібрали учні ЗОШ I-III ст. с. Озерна: Затурська Ольга, Лотоцька Тетяна, Скидан Олександра, Лемішка Володимир, Кузьма Дмитро, Яворівська Ліля, Наконечна Наталя.

В селі Озерна вже кілька років відбувається регулярне видання місцевої газети "Озернянська правда" в якій описуються усі новини в Озернянській сільській громаді.

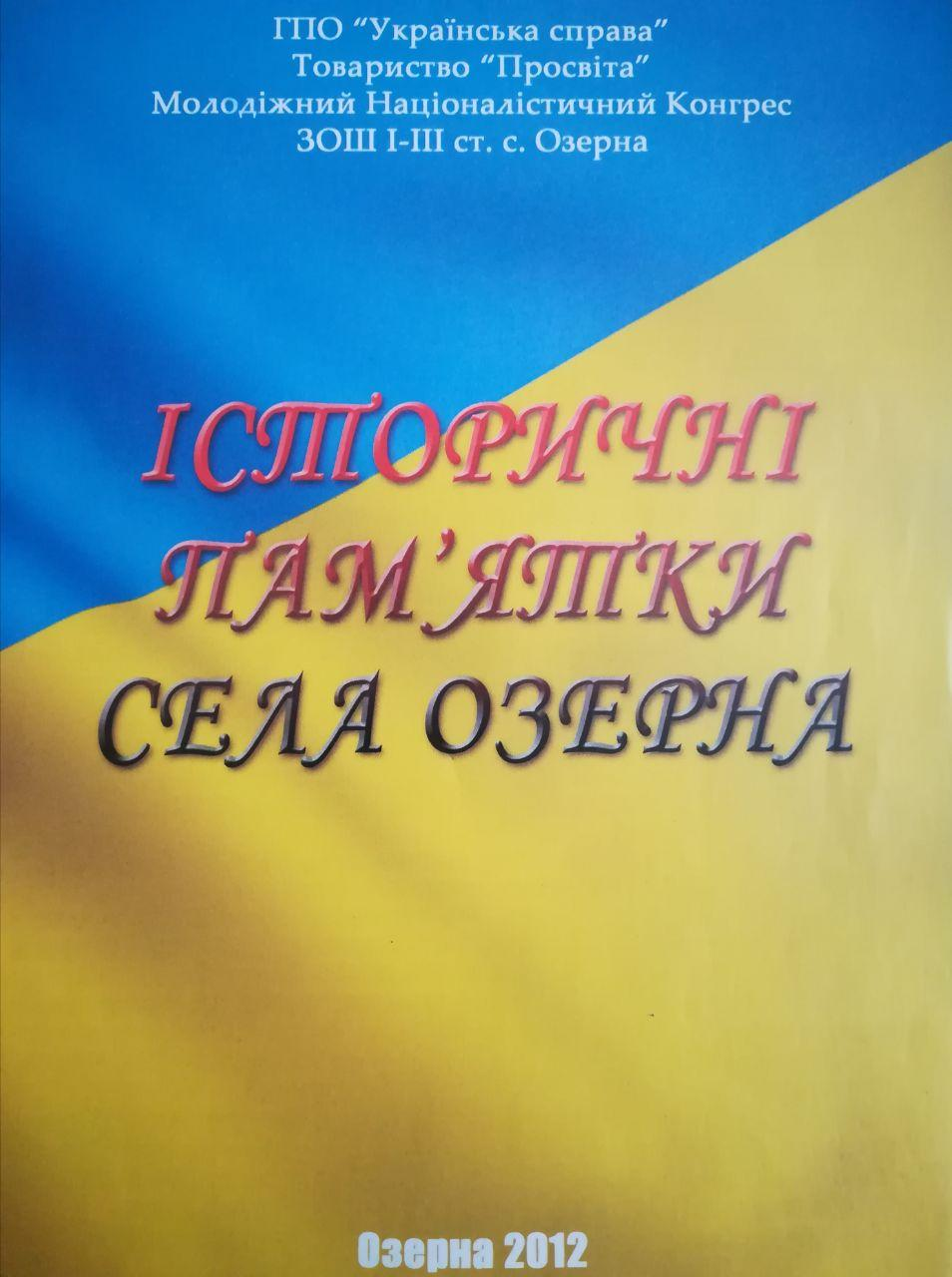
Брошура "Історичні пам'ятки села Озерна" (лицьова сторона).
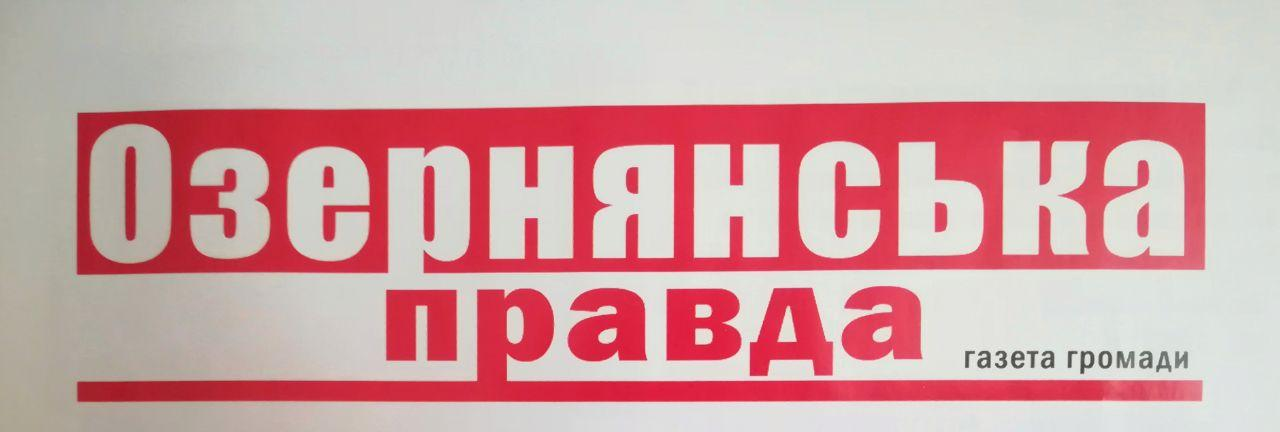
Логотип газети "Озернянська правда".